# New England Emigrant Aid Company
La New England Emigrant Aid Company était l'une des sociétés antiesclavagistes américaines des années 1850, qui participèrent la croisade du Kansas. Elle avait été créée par Eli Thayer, un dirigeant politique abolitionniste du Massachusetts pour promouvoir le peuplement du Kansas par des émigrants antiesclavagistes. 
Par centaines, ces émigrants quittèrent la Nouvelle-Angleterre en quatre vagues successives, à la mi-1854 menés par le docteur Charles L. Robinson, l’agent d'Eli Thayer et fondent les villes de Wakarusa, Topeka, Osawatomie et Lawrence (Kansas). Le pasteur abolitionniste new-yorkais Henry Ward Beecher leur fournit des centaines de fusils Sharps achetés par souscription auprès de sa congrégation, surnommés bibles de Beecher.